# Незабудка хакасская
Незабудка хакасская (лат. Myosotis chakassica) — вид травянистых растений рода Незабудка (Myosotis). Эндемик Хакасии.

## Ботаническое описание
Многолетнее травянистое растение небольших размеров, сизовато-зелёного цвета, опушённое.
Образует плотную дерновину 10—15 см, с плотной розеткой прикорневых листьев. Корневище черно-бурое.
Имеет 2—4 стебля. Стебли ветвистые, иногда от самого основания. Прямые или слегка изогнутые. Густо покрыты седоватыми волосками, особенно у основания.
Прикорневые листья многочисленные, короткочерешковые, лопатчатые. Стеблевые листья сидячие, широко или продолговато-яйцевидные, прижатые к стеблю, густо опушенные оттопыренными или слегка прижатыми волосками.
Соцветие плотное, к концу цветения сильно удлиняется до половины длины стебля. Цветки диаметром 6—7 мм, голубого цвета. Чашечка 1.5-2 мм, при плодах до 4 мм.

## Распространение
Произрастает на каменистых участках в степи. Является эндемиком Хакасии. Угрозы исчезновения нет, но рекомендуется разными учеными для включения в Красную книгу Республики Хакасия со статусом 3 (редкие).